# Seututie 717
Pour les articles homonymes, voir Route 717.
La route régionale 717 (finnois : Seututie 717) est une route régionale allant de Tervajoki à Vaasa en Finlande.

## Description
La route régionale 717 est une route régionale d'une longueur de 34 kilomètres.
La route régionale va de Tervajoki de Vaasa jysqu'au centre de Vaasa. 
La route traverse principalement dans la ville de Vaasa, mais elle a un tronçon court dans la municipalité de Mustasaari.
La route commence à l'échangeur de la valtatie 18 de Tervajoki qui fait partie de Vähäkyrö.
La route traverse Tervajoki et suit la rivière Kyrönjoki jusqu'à Vähäkyrö.
À Vähäkyrö, la 717 est la rue principale et se croise la route régionale 718, qui va vers Vöyri et Oravais. 
De Vähäkyrö, la route longe la rivière Kyrönjoki jusqu'à Merikaarto, où elle passe au nord du village.
Peu après Merikaarto, elle passe la frontière municipale entre Vaasa et Mustasaari.
À Veikkaala, la route régionale 717 croise d'abord la route de liaison 7174 puis la route de liaison 7461. 
La limite municipale de Mustasaari et Vaasa vient quelques kilomètres après Veikkaala. 
À Vanha Vaasa, la 717 croise la route de liaison 7173.
À Huutoniemi, la route 717 croise la route nationale 8. 
La route se termine à Sepänkyläntie, qui relie les routes nationales 3 et 8.